# West, Bruce and Laing
A West, Bruce & Laing rövid életű blues-rock power trió (szupergrup) volt, amelyet 1972-ben alapított Leslie West, Jack Bruce és Corky Laing. Az együttes 1974-ben feloszlott, majd 2009-ben rövid időre ismét összeállt.
Az együttes fennállása alatt két stúdióalbumot adott ki, Why Dontcha illetve Whatever Turns You On címen.

## Története
A szupergrupot a Cream világhírű basszusgitárosa, Jack Bruce alapította a Mountain együttes két tagjával, Leslie Westtel és Corky Lainggel. A Mountain stílusára korábban a Cream nagy hatással volt.
2009-ben West és Laing rövid időre ismét összeálltak; ezúttal Jack Bruce-t a fia, Malcolm Bruce helyettesítette basszusgitárosként. Az együttes az Egyesült Királyságban és az Amerikai Egyesült Államokban  turnézott, West, Bruce Jr. and Laing néven.

## Diszkográfiája
| Dátum | Cím                   | US Chart | Jegyzet   |
| ----- | --------------------- | -------- | --------- |
| 1972  | Why Dontcha           | 26       |           |
| 1973  | Whatever Turns You On | 87       |           |
| 1974  | Live 'n' Kickin'      | 165      | Élő album |